# Lac des Babarottes
Le lac des Babarottes est situé dans le massif du Mercantour, à 2 413 m d'altitude, sur la commune de Saint-Étienne-de-Tinée, dans le département des Alpes-Maritimes.

## Accès
Le lac est accessible à pied en montant depuis les lacs de Vens, ou en descendant de la crête des Babarottes à 2 506 m d'altitude, au-dessus du lac.